# مديرية السلفية

تعديل مصدري - تعديل

مديرية السَلْفِية هي إحدى مديريات محافظة ريمة في اليمن. بلغ عدد سكانها 74622 نسمة عام.

موقع مديرية السلفية في محافظة ريمة

## الموقع
تمثل القسم الشرقي من المحافظة، حيث الجبال متباعدة وقليلة الارتفاع تتخللها الوديان الواسعة والسهول الزراعية الخصبة، التي تشتهر بزراعة البن والذرة بمختلف أنواعها، كما تنتشر فيها زراعة الفواكه كالموز، والحمضيات وغيرها.
تقع السلفية في اتجاه الجنوب الغربي من صنعاء، على بعد 70 كم -تقريباً-، وتحدها من الشرق مديرية آنس من ذمار، ومن الغرب مديريتي مزهر والجبين من ريمة، ومن الجنوب مديرية عتمة من ذمار، ومن الشمال مديرية بلاد الطعام من ريمة ومديرية الحيمة من محافظة صنعاء.

## مديرية السلفية عبر التاريخ

### فترة ما قبل الميلاد
أشار الإخباريون بأن تاريخ ريمة يعود إلى (القرن الثالث قبل الميلاد)، وتلك أقدم إشارة عنها، ويعتقد «الهمداني» أن أول موطن للإنسان اليمني كان في هذه البقعة حيث موقع «شجبان» وهو الحد الفاصل بين مخلاف جبلان ومخاليف غربي ذمار، وإليه ينسب «يشجب بن قحطان»؛ كما أن «الهمداني» يقف عندها طويلاً في أكثر من موضع فيصف جبالها وحصونها ومناطق الآثار فيها، ويعدد وديانها كما يصف مخلافها وقبائلها وإنتاجها الزراعي والحيواني.

### فترة الحكم العثماني
قاوم أبناء السلفية العثمانيين بشراسة، وكان لهم دور كبير في إخراجهم من ريمة، وتنتشر في المديرية الكثير من المقابر الخاصة بالعثمانيين ومنها: مقبرة صلبة الظاهر، وتقع في مركز المديرية، والأخرى مقبرة جاوة وتقع في عزلة بني نفيع، إضافة إلى وجود مقابر عديدة في عزل أخرى.

### فترة ما بعد عام 1962م
ظلت السلفية متمردة على حكومة الثورة إلى منتصف العام 1971م، وظلت خلال تلك الفترة تحت سيطرة المشائخ، وقد توجهت إليها عدة حملات أخذت الطابع القبلي، فقد كانت الحملات تقوم بتوجيه من سنان أبو لحوم الذي كان محافظاً للحديدة، وهي تتكون من قبائل نهم وبرط، ويقودها مشائخ تلك البلاد كبيت أبو لحوم ودارس وثوابه، وقد استمرت الحملات فترة طويلة حتى توسط مشائخ الجوار كالشيخ أحمد بن علي المطري وغيره، وذلك بعد انكسار الحملة على حدود السلفية مع ريمة، ومقتل العشرات من أفراد القبائل المشاركة فيها.

## التقسيم الإداري - العزل
العزل التابعة لمديرية السلفية وهي:
| العزلة                 | عدد المساكن | عدد الأسر | الذكور | الإناث | الإجمالي |
| ---------------------- | ----------- | --------- | ------ | ------ | -------- |
| عزلة الاسلاف           | 1006        | 1042      | 3386   | 3434   | 6820     |
| عزلة بني الجرادي       | 507         | 529       | 1838   | 1892   | 3730     |
| عزلة بني الثميلي       | 228         | 237       | 740    | 876    | 1616     |
| عزلة النوبة            | 893         | 1069      | 3631   | 3593   | 7224     |
| عزلة بني القرضي        | 331         | 360       | 1523   | 1591   | 3114     |
| عزلة كحلة              | 363         | 392       | 1556   | 1476   | 3032     |
| عزلة بني العبدي        | 566         | 685       | 2322   | 2289   | 4611     |
| عزلة بني العسكري       | 440         | 445       | 1490   | 1496   | 2986     |
| عزلة بني الواحدي صعدى  | 325         | 386       | 1549   | 1605   | 3154     |
| عزلة بني الواحدي صوفان | 367         | 367       | 1457   | 1416   | 2873     |
| عزلة بني نفيع          | 1029        | 1082      | 3948   | 4053   | 8001     |
| عزلة نوفان             | 268         | 314       | 1006   | 1021   | 2027     |
| عزلة قدرة              | 100         | 124       | 335    | 390    | 725      |
| عزلة بني قشيب          | 490         | 534       | 1781   | 1734   | 3515     |
| عزلة يفعان             | 252         | 281       | 1541   | 1356   | 2897     |
| عزلة الجباهي           | 433         | 433       | 1257   | 1428   | 2685     |
| عزلة الدومر            | 973         | 797       | 2461   | 2478   | 4939     |
| عزلة جعيرة             | 359         | 365       | 1256   | 1168   | 2424     |
| عزلة بني الواحدي سلا   | 661         | 721       | 2698   | 2706   | 5404     |
| الإجمالي               | 9591        | 10163     | 35775  | 36002  | 71777    |

## التقسيم الإداري والانتخابي
السلفية هي مديرية من محافظة ريمة، ولديها مجلس محلي يرأسه بالانتخاب عمر يحيى العبدي، كما أنها دائرة انتخابية واحدة، ويمثلها في مجلس النواب خالد مجود الصعدي.

## أهم المعالم التاريخية والأثرية

### أ- المساجد التاريخية
توجد في مديرية السلفية العديد من المساجد القديمة وسوف نقتصر الإشارة على أهمها وهي:
1-جامع الظلاع (السبعة): يقع في مركز المديرية، ويعتبر من أهم ومن أقدم المساجد التاريخية في اليمن، يقع في مركز مديرية السلفية، ويعود تاريخه إلى (القرن الثامن الهجري)، وبالتحديد عام (724 هجرية) حسبما دون على سقف الجامع.
2-مسجد رباط الدومر: يقع في مركز المديرية ويعتبر من المساجد القديمة، ويعود تاريخ بنائه حسب رواية أهالي مدينة الظلاع إلى (القرن الحادي عشر الهجري) تقريباً.
3-جامع بني الواحدي صنبري ويقع في قريت الجوره وهو من اقدم الجوامع ويعوتاريخه (القرن الخامس أو السادس الهجري) وكذالك يمتاز بسقفه الاثري الفريد منوعه والذي يعد من خشب العودة كما يروي لنا الاباء والاجداد وكذلك لجان التراث والاثار التي تزور المنطقة وكذلك يمتاز بنقشه وزخرفه الفريد من نوعه

### ب - الحصون التاريخية
تنتشر في مديرية السلفية العديد من الحصون التاريخية وسوف نقتصر الإشارة إلى الحصون التاريخية التالية:
 1-حصن الملك أو السلطان الصنبري الذي كان ملك وسلطان على ريمة وانس وعتمة ووصابين وقيع حصن السلطنة في مسلمة في بني نفيع وقد بناه الملك عبد مثنى الصنبري
2-حصن المنتصر: يعود تاريخ بناء الحصن إلى عام (1208 هجرية)، وقد بناه الشيخ «علي بن يحيى المنتصر»، وقد تعرض الحصن إلى الضرب من قبل القوات العثمانية وما زالت آثار ذلك موجودة على الحصن.
'2-حصن دار الجبل: يقع الحصن على قمة جبل بني العبدى لا يعرف من بناه وفي أي حقبة زمنية تم بناؤه.
3-حصن النوبة: يقع الحصن على قمة جبل النوبة في وسط عزلة النوبة ويطل الحصن على عزلة النوبة الشرقية والغربية والهجرة والخربة والاسلاف والرحب، ومحادد للطرق القديمة الى عزلة الثميلي.
4-جبل الأباره: يقع في مركز المديرية ويعتبر من أهم المواقع الأثرية والتاريخية في أوجه المملكة القتبانية
وذلك يعتبر مصدر الرئيسي للمملكة أنذاك.
وللمملكة العثمانية نصيب في مصادره التي نضبت في فتره من الزمن. ويجد ان اصل سكان المديرية وبالتحديد جبل الأباره قتبانين من شرق الوطن الأصل
5_ قرية دفع وتقع في قرى الصنبري بني الواحدي توجد فيها آثار لمباني وجامع وبرك للمياه واحجارها وطريقة البناء بمادة القضاض الشبيه بمادة الأسمنت دليل حضارة قديمة

### ج - المواقع الأثرية
تعتبر مديرية السلفية من أهم مديريات ريمة بالنسبة لتوفر عدد كبير من المواقع الأثرية التي يعود تاريخها إلى فترات ما قبل الإسلام ويمكننا الإشارة هنا إلى المواقع الأثرية التالية
1-محل سبأ (قرية الحقب): أقيمت هذه القرية على هضبة مرتفعة فوق خرائب موقع أثري يعود تاريخه إلى عصور ما قبل الإسلام، ويعرف ذلك من خلال أنواع الأحجار القديمة والتي يتم قطعها ونحتها وصقلها بطريقة مميزة، إضافة إلى الكتابات الموجودة على بعض الأحجار التي استخدمت في جدران المباني الحديثة في القرية، وتبدو خرائب المدينة في هيئة تل أثري يرتفع قليلاً عن منسوب الهضبة، وتوجد بعض جدران المباني القديمة بارتفاع يصل أحياناً إلى (مترين) بأحجاره الأثرية المميزة، كما توجد بعض المباني التي أقيمت في الفترة الإسلامية ربما فيما بعد (القرن السادس الهجري ـ الثاني عشر الميلادي)، منها قبة في الناحية الشرقية من القرية ربما كانت ضريح لأحد الأولياء الصالحين، وتمتاز القبة بزخرفتها الهندسية، حيث بنيت بأحجار تبرز منها أجزاء إلى الداخل في مرحلة الانتقال، ثم تتناقص تلك البروز تدريجياً في بدن القبة مما أعطاها منظراً جمالياً جذاباً، وفي إحدى جدران هذه القبة التي استخدم في بنائها الأحجار القديمة، حجر كتب عليه بخط المسند العبارة التقليدية التي كانت تكتب بشكل ملحوظ على المباني القتبانية، وهي (و د / أ ب)، وتعتبر كتميمة بمعنى أن هـذا المبنى وضع في حماية الإله (و د)، ويمكن ملاحظة ذلك مثلاً على سور مدينة (تمنع) الجنوبي حيث كتبت تلك العبارة بشكل زخرفي جميل لتعني أن حاضرة دولة قتبان تقع تحت حماية الإله (و د)، ويوجـد لتلك القبة محراب صغير، وجدرانها من الداخل مطلية بمادة القضاض، ويوجد في وسط قرية الحقب مسجد صغير وربما كان في السابق معبداً لوجود الكتابات المسندية، وتوجد على واجهة بعض الأحجار التي كتب عليها بخط المسند بعض الحروف، ويبدو من طريقة كتابتها بأنها تعود إلى فترات مبكرة من تاريخ دولة قتبان. هذا وتنتشر بين الحقول الزراعية بعض الأحجار الأثرية، وهي بقايا جدران المدينة القديمة التي كانت قائمة، والتي على أنقاضها أقيمت الحقول الزراعية الحديثة، وهذا الموقع بحاجة ماسة إلى التنقيب الأثري لمعرفة اسم المدينة والحضارة التي كانت قائمة في تلك المنطقة وأما على واجهة المسجد الذي يقع بجوار القرية فتوجد ثلاثة أحجار جميلة كتب عليها كتابات بالخط المسند بشكل بارز جميل.
2-جبل ذهبـو: يقع بجوار جبل عزان ذلك الجبل الذي يحتوي في قمته على خرائب لقلعة حربية، يعود تاريخها إلى الفترة الأولى لحكم العثمانيين اليمن، وجبل ذهبو يقع في الناحية الشمالية من جبل عزان، وعلى قمته توجد خرائب كما يبدو لمدينة قديمة يعود تاريخها إلى عصور ما قبل الإسلام تميزها الأحجار المنحوتة والمصقولة، وهي من أحجار الجرانيت، وتوجد في الناحية الجنوبية لسفح الجبل مقبرة يعود تاريخها إلى عصور ما قبل الإسلام، وهي من ذلك النوع المحفور في الأرض، وقد كانت مغطاة بألواح حجرية من أحجار الجرانيت مصقولة بشكل بارع، وربما أن خرائب هذا الجبل ما هي إلا بقايا معبد من معابد الآلهة القديمة، فقد ذكر النقش الذي عُثر عليه في جبل الدومر ثلاثة معابد، وكانت منتشرة بجوار جبل الدومر، ربما أن هذه الخرائب هي بقايا معبد الإله (سخرن) الذي كان يسمى (د ع ي ر م)، هذا وقد وجدت بعض النقوش أهمها كتابة للعبارة التقليدية (و د، أ ب) التي توضع كتميمة لحماية المباني، كما وجد حجر يبلغ ارتفاعه (70 × 70 سم) تقريباً، عليه كتابة بخط المسند من نفس الموقع المذكور.
3-جبل راعة: على قمة هذا الجبل الذي يجاور جبل عرشان توجد خرائب وأنقاض لقلعة حربيـة، يبدو منها أنها تعود إلى الفترة الأول لحكم العثمانيين اليمن، فهي تشابه تلك القلاع التي سبق ذكرها مثل قلعة جبل الجون.
هذا وتنتشر العديد من القلاع المشابهة في قمم جبال مديرية السلفية، فهناك بقايا وخرائب لقلاع على جبال (ظفار، الجب الشرف، عرشان، يفعان، شهران)، وجميعها تقريباً تعود إلى الفترة الأولى لحكم العثمانيين اليمن، والعصور اللاحقة.
4- قرية العدن: تتبع هذه القرية بني الواحدي، وفيها آثار تعود إلى فترة ما قبل الإسلام وأخرى إلى العصور الإسلامية حيث يوجد إلى جوار هذه القرية خرائب وبقايا لمدينة يعود تاريخها إلى فترة ما قبل الإسلام، عُثر فيه على تمثال برونزي لامرأة، وهو ما يؤكد أن هذه الخرائب هي بقايا للمعبد الثاني الذي ذكره نقش جبل الدومر المجاور والمشرف على هذه القرية. أما بالنسبة للآثار الإسلامية ففيها مسجد يعود تاريخه إلى شهر ربيع أول من سنة اثنين وخمسين وثمانمائة للهجرة النبوية (852 هجرية)، وهو مسجد يبدو مربع الشكل بعض الشيء، له مدخل في جداره الجنوبي، وأجمل ما فيه مصندقاته الخشبية حيث يحتوي سقفه على مصندقات خشبية مزخرفة بزخارف نباتية قوامها تفريعات ووريقات نباتية متداخلة ومتكررة استخدم في تلوينها ماء الذهب وبعض الألوان الأخرى مثل الأخضر والأحمر والأصفر، وذلك السقف محمول على دعامة خشبية ـ أيضاً ـ مربعة الشكل.
وإلى جوار ذلك المسجد يوجد ضريح لأحد الأولياء الصالحين، وهو عبارة عن بناء مربع الشكل أقيمت عليه قبة متوسطة الارتفاع ويوجد في القبة من الداخل أشرطة كتابية نفذت على الجص، يبدو أنها آيات قرآنية، حيث يصعب قراءتها نتيجة لانطماسها بسبب تكرار استخدام الطلاء عليها، وعلى قبر الولي الذي ينتصف المبنى أقيم تابوت خشبي ـ التركيبة ـ، نفذت عليه زخارف نباتية وكتابات بخط النسخ.
5-جبل الدومر: جبل الدومر جبل كبير مترامي الأطراف – أو بعبارة أخرى سلسلة جبلية –، يتم الوصول إلى قمته عبر طريق ترابية وعرة، ويتميز بالمدرجات الزراعية التي تنتشر على أجزاء متفرقة منه، وقد وزعت على أجزاء منه – خاصة الشمالية – قرى صغيرة متناثرة تزين بعضها بعض القباب الجميلة، وأهم موقع في هذا الجبل يقع في سفحه الغربي، وهو حصن (ذهاني) وقرية محالية، فلقد كانت تقوم أسفل قرية محالية مدينة قديمة تعود إلى فترة ما قبل الإسلام أطلق عليها النقش الذي عُثر عليه في خرائبها اسم (هـ ج ر ن / ع ج ب م)، أي مدينة عجبم (عجب)، وكانت تسكن فيها عشيرة تنتسب إلى تلك المدينة، وهي عشيرة (بني / عجبم)، وهي عشيرة تابعة لاتحاد عشائر أولاد الإله (ع م) القتبانية، وقد كان في هذه المدينة كما يظهر من النقش والخرائب معبد ضخم للإله (عم) يحمل ـ أيضاً ـ اسم المدينة (ع ج ب م)، كما أن النقش يذكر معبداً آخر للإله (عم) ربما أنه ذلك الذي يقع في قرية العدن، كما أن النقش ذكر اسم معبد إله آخر هو الإله (س خ ر ن)، وربما أن خرائبه هي تلك التي وجدت في جبل (ذهبو) والخرائب التي تنتشر أسفل قرية محالية وحصن ذهاني، وتلك الخرائب التي طمرتها الأراضي الزراعية التي استصلحت في القرون المتأخرة هي خرائب مدينة (عجبم) والمعبد الذي توجد بعض أحجاره في مسجد القرية وعلى المبنى الشاهق في حصن ذهاني الذي يقع أعلى القرية، وهذا الموقع ما زال بحاجة إلى العديد من الدراسات والأبحاث الأثرية لتقرير متى استوطن في بادئ الأمر خاصة إذا علمنا أنه توجد به بعض المخربشات الصخرية على بعض الأحجار التي وضعت في جدران المدرجات الزراعية، يدل تاريخها أن هذا الموقع قد استوطن في عصور قديمة ثم في فترة الدولة القتبانية منذ (القرن السابع قبل الميلاد) وحتى (القرون الأولى للميلاد)، ثم إن هذا الموقع اندرج فيما بعد ضمن أملاك مملكة سبأ وذي ريدان، فالنقش الذي سبق ذكره يذكر أنه بنى ماجل ماء ـ صهريج لحفظ المياه ـ وذلك بعون الإلهة وشعبهم ـ قبيلتهم ـ وملوك سبأ وذي ريدان، ولا نعرف بالضبط فيما إذا كانوا يقصدون ملوك مملكة سبأ أم ملوك (بني ذي ريدان ـ الحميريين)، وإن كنا نرجع انضمامهم إلى ملوكحِمير الذين سيطروا مطلع (القرن الثاني الميلادي) على قاع جهران وحتى مدينة (ضاف) جنوب نقيل يسلح في عهد ملكهم «ياسر يهصدق» الذي لقب نفسه عقب استيلائه على تلك الأراضي التي كانت تعتبر أراضي من أملاك مملكة سبأ بلقب (ملك سبأ وذي ريدان)، وهكذا نهج ملوك حمير الذين جاءوا من بعده إلى الربع الأخير من (القرن الثالث الميلادي) عندما يصعد ملك منهم - كان – يـدعى بهذا اللقب الذي أسسه «شمر يهرعش» الذي استطاع توحيد الأراضي اليمنية القديمة ليطلق على نفسه لقب ملك سبأ وذي ريدان وحضرموت ويمنات والنقش السابق ذكره وجد على حجر يبلغ طوله (متر) تقريباً وعرضه (سبعين سنتيمتر) تقريباً.